# سلاح انتحاري

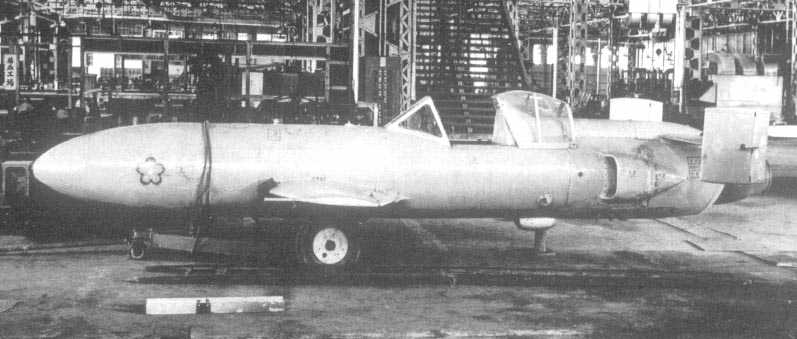
Yokosuka MXY7 Ohka، سلاح مصمم خصيصًا لهجوم انتحاري

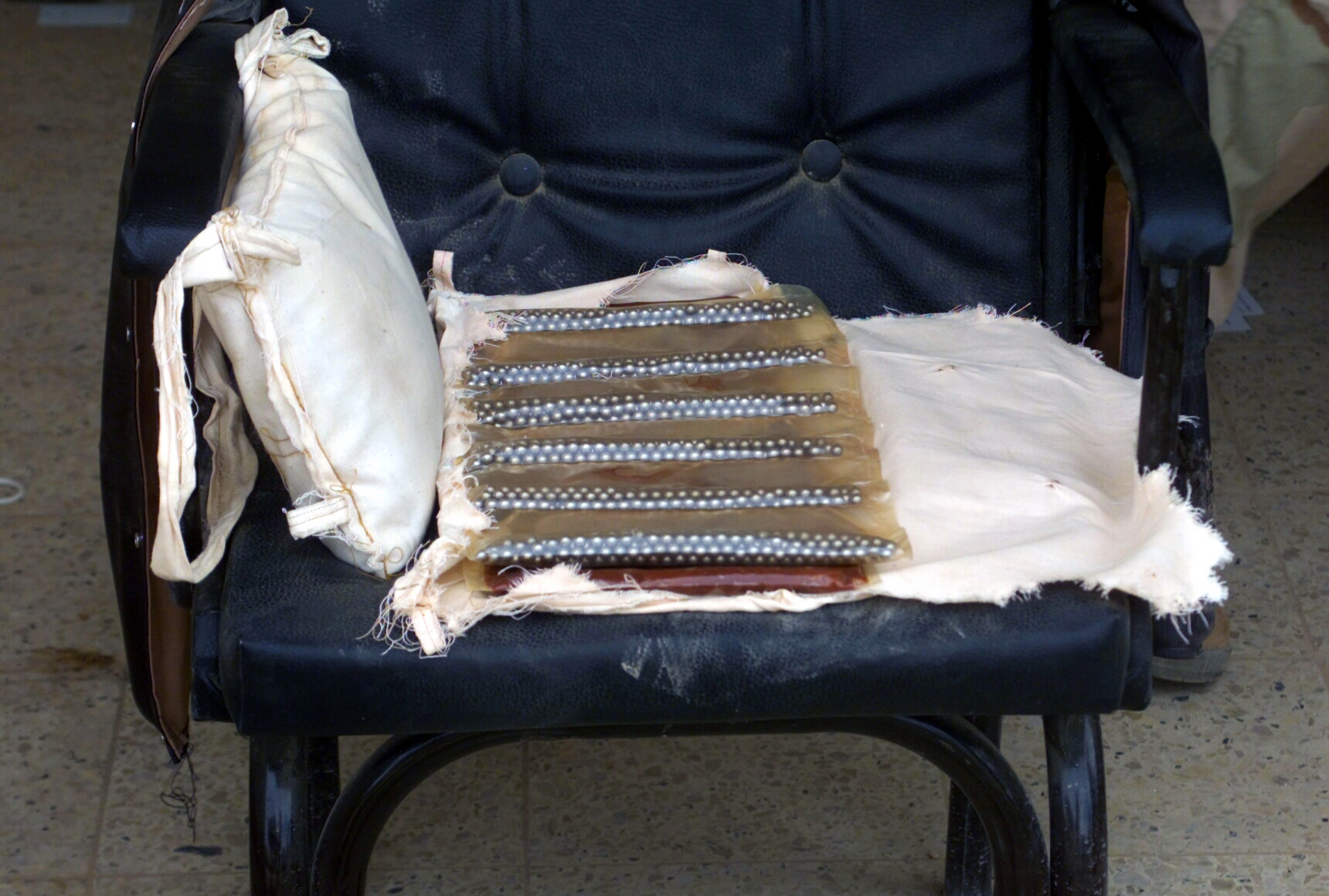
سترة انتحارية

السلاح الانتحاري هو سلاح أو شيء يستخدم في هجوم انتحاري، يعتمد عادة على المتفجرات.

## التاريخ
وقد استخدمت الأسلحة الانتحارية في الحروب التقليدية وكذلك في الإرهابية.
أطلق مسلمو مورو الذين نفذوا هجمات انتحارية على ماج سابيل، وكانت الهجمات الانتحارية تُعرف باسم بارانغ سابيل. أطلق عليهم الإسبان اسم " جورامينتادو". تعتبر فكرة المحلفين جزءًا من الجهاد في دين مورو الإسلامي. أثناء الهجوم، كان أفراد القبيلة يرمون أنفسهم على أهدافهم ويقتلهم بأسلحة بيضاء مثل بارونج وكريس حتى يتم قتلهم. استهدف مورو بهجماتهم على وجه التحديد ضد أعدائهم، وليس غير المسلمين بشكل عام. لقد شنوا هجمات انتحارية على اليابانيين والإسبان والأمريكيين والفلبينيين، لكنهم لم يهاجموا الصينيين غير المسلمين لأن الصينيين لا يعتبرون أعداء لشعب مورو.     رد اليابانيون على هذه الهجمات الانتحارية بذبح جميع أقارب المهاجمين.
في الحرب الصينية اليابانية الثانية، استخدم الصينيون العمليات الانتحارية ضد اليابانيين باستخدام سترات ناسفة.  فجر جندي صيني سترة وقتل 20 يابانيا في مستودع Sihang. ربطت القوات الصينية المتفجرات مثل عبوات القنابل اليدوية أو الديناميت على أجسادهم وألقو بانفسهم تحت الدبابات اليابانية لتفجيرها. تم استخدام هذا التكتيك أثناء معركة شنغهاي، حيث أوقف انتحاري صيني عمود دبابة يابانية عن طريق تفجير نفسه تحت الدبابة الرائدة،  وفي معركة تايزهوانغ حيث تم ربط الديناميت والقنابل اليدوية من قبل القوات الصينية التي هرعت إلى الدبابات اليابانية وتفجير أنفسهم.      خلال إحدى الحوادث في تايزهوانغ، ضرب الانتحاريون الصينيون أربع دبابات يابانية بحزم قنابل يدوية.  شهدت حرب المحيط الهادئ في الحرب العالمية الثانية استخدام الطيارين الانتحاريين الكاميكازي اليابانيين (لم يكن مصطلح «الكاميكازي» يستخدمه اليابانيون أنفسهم). في وقت متأخر من الحرب، عندما انقلب المد ضد اليابان، تم نشر طيارين كاميكازي لمحاولة تفجير طائراتهم في السفن الأمريكية والحليفة في المحيط الهادئ. حتى أن اليابانيين طوروا طائرة متخصصة لهذا التكتيك، مثل قنبلة يوكوسوكا أوهكا الطائرة. إن هجوم كاميكازي ناجح سيقتل طيار الطائرة ويضر بالسفينة المستهدفة، وربما يغرقها. وتضمنت التكتيكات ذات الصلة كايتن انتحاري صغير، وهو طوربيد بشري يقوم طيار ياباني واحد بتوجيهه إلى سفينة تابعة للحلفاء.
هاجمت كوريا الجنوبية الدبابات الكورية الشمالية بأساليب انتحارية خلال غزو كوريا الشمالية للجنوب. 
هاجمت فرق انتحارية كورية شمالية الدبابات الأمريكية في سيول،  التي استخدمت شحنات الحقائب. جندي كوري شمالي يُدعى لي سو بوك، الذي فجر دبابة أمريكية بقنبلة انتحارية، تم الترحيب به كبطل في الدعاية الكورية الشمالية.